# ログローニョ大聖堂
ログローニョ大聖堂（スペイン語: Catedral de Logroño）は、スペイン・ラ・リオハ州ログローニョにあるローマ・カトリックの大聖堂。正式名称はサンタ・マリア・デ・ラ・レドンダ大聖堂（スペイン語: Concatedral de Santa María de la Redonda）。

## 歴史
1095年にはカスティーリャ王アルフォンソ6世がログローニョの街に管轄権を与え、サンタ・マリア・デ・パラシオ教会、サンティアゴ・エル・レアル教会、サン・バルトロメ教会などのカトリック教会が建設された。ログローニョの人口は飛躍的に増加し、1431年には「市」の称号が与えられた。1516年にサンタ・マリア・デ・ラ・レドンダ教会の建設が開始され、約3世紀にわたって建設が続けられた。
1931年には重要文化財(BIC)に指定された。1959年に大聖堂（カテドラル）の地位を与えられた。1993年にはサンティアゴ・デ・コンポステーラの巡礼路がユネスコの世界遺産に登録され、ログローニョナ大聖堂は構成遺産のひとつとなった。